# Поуг, Уильям Рид
Уи́льям Рид По́уг (англ. William Reid Pogue; 23 января 1930 — 4 марта 2014) — астронавт НАСА, автор нескольких книг об астронавтике. Совершил один космический полёт — в качестве 2-го пилота на космическом корабле «Скайлэб-4», в 1974 году установил рекорд пребывания и работы в космосе — 84 дня на орбитальной станции «Скайлэб», совершил два выхода в открытый космос.

## Рождение и образование
Родился в городе Окима, штат Оклахома. По происхождению чокто. В 1951 году окончил Баптистский университет Оклахомы и получил степень бакалавра наук по педагогике. В 1960 году в Университете штата Оклахома получил степень магистра наук по математике.

## Военная карьера
На службе в ВВС с 1951 года, в 1952 году окончил летную подготовку и стал военным летчиком. С 1953 по 1954 год служил в 5-м авиакрыле в Корее, принимал участие в боевых действиях в качестве летчика-истребителя. В 1954 году служил инструктором во воздушным стрельбам на базе ВВС Лак в Аризоне. С 1955 по 1957 год летал в составе учебно-показательной эскадрильи ВВС США «Тандербёрд»(Буревестники). С 1960 по 1963 год был доцентом на кафедре математики Академии ВВС США в Колорадо-Спрингс, в Колорадо. В 1963—1965 году прошел подготовку в Имперской школе летчиков-испытателей в Фарнборо, в Великобритании. Про программе обмена летчиками между ВВС США и Королевскими ВВС Великобритании служил летчиком-испытателем при Министерстве авиации Великобритании. С октября 1965 года работал пилотом-инструктором в Аэрокосмической школе пилотов-исследователей ВВС. Второй лейтенант ВВС (1952 год), майор ВВС (1966 год). Полковник ВВС, ушел в отставку из ВВС в сентябре 1975 года. Общий налет составляет около 7 200 часов, из них 4 200 часов на реактивных самолетах. Освоил более 50 типов американских и британских самолетов.

## Космическая подготовка
В апреле 1966 года был зачисленных в отряд астронавтов НАСА во время 5-го набора. После прохождения подготовки получил назначение в Отдел астронавтов НАСА. Входил в экипаж поддержки кораблей Аполлон-7, Аполлон-11, Аполлон-13, Аполлон-14. Работал оператором связи с экипажем (CapCom) во время полёта корабля Аполлон-7.

## Космический полёт
- Скайлэб-4[4], с 16 ноября 1973 года по 8 февраля 1974 года в качестве второго пилота третьей экспедиции на станцию Скайлэб. Во время полёта выполнил два выхода в открытый космос: 21.11.1973 — продолжительностью 6 часов 33 минуты и 25.12.1973 — продолжительностью 7 часов 01 минуту. Продолжительность полёта составила 84 дня 1 час 15 мин 34 с, что стало рекордом для пилотируемой космонавтики[5].

Помимо огромного количества полученных экспедицией научных материалов, этот экипаж «отличился» еще и тем, что первым в истории космонавтики встретил на орбите Новый год (в ночь с 31 декабря 1973 года на 1 января 1974 года), а также 28 декабря устроил мятеж на орбите.
Продолжительность работ в открытом космосе — 13 часов 34 минут. Продолжительность полёта — 84 дня 1 час 15 минут 34 секунды. Ушёл из отряда астронавтов и из НАСА в сентябре 1975 года.

## После НАСА
С 1975 по 1987 год работал вице-президентом фонда High Flight Foundation в Колорадо-Спрингс. В 1986—1988 годах работал в собственной компании William R. Pogue and Associates, Inc., а с 1988 года владел компанией Vutara Services, в городе Спрингдейл в Арканзасе. Работал в концерне Boeing по проекту создания орбитальной станции «Фридом». С сентября 1987 по февраль 1988 года принимал участие в работах Исследовательского Отдела НАСА по планированию марсианских миссий с использованием роботов. В 1989—1991 годах занимался разработкой требований к оборудованию для проведения внекорабельной деятельности (ВКД) на околоземной орбите, на Луне, на Марсе и на Фобосе.

## Публикации
Автор книг: «Как сходить в туалет в космосе» (1985), Astronaut Primer (Учебник для начинающего астронавта, 1985) и в соавторстве с Бовой — The Trikon Deception (1992), в 2003 году в канадском издательстве Apogee Books выпустил «Космические пустяки» — сборник вопросов и ответов от Меркурия к шаттлам и МКС, 2007 — создал собственный сайт, «Автобиография летчика и астронавта» (2011).
Избранные публикации
- Pogue, William R. How Do You Go to the Bathroom in Space?. — New York: T. Doherty Associates, 1985.
- Pogue, William R. Astronaut Primer. — Tucson, Arizona: Libration Press, 1985.
- Pogue, William R., Gerald P. Carr, Nicholas Shields, Jr., and Arthur E. Schulze. Extravehicular Activity at Geosynchronous Earth Orbit. NASA Technical Reports. — Houston, TX: Johnson Space Center/NASA, 1988.
- Pogue, William, Gerald P. Carr, Valerie Neal, Nicholas Shields, Jr., Harrison H. Schmitt, and Arthur E. Schulze. Advanced Extravehicular Activity Systems Requirements Definition Study. Phase 2: Extravehicular Activity at a Lunar Base.  NASA Technical Reports. — Houston, TX: Johnson Space Center/NASA, 1988.
- Pogue, William R., Gerald P. Carr, and Nicholas Shields, Jr. Advanced Extravehicular Activity Requirements in Support of the Manned Mars Mission.  NASA Technical Reports. — Houston, TX: Johnson Space Center/NASA, 1990.
- Pogue, William R. Past Experience Skylab Mission. NASA Technical Reports. — Houston, TX: Johnson Space Center/NASA, 1990.
- Pogue, William R., Matthew R. Appleby, Brand N. Griffin, Ernest R. Tanner II, and Michael J. Golightly. Computer Aided Radiation Analysis for Manned Spacecraft. NASA Technical Reports. — Houston, TX: Johnson Space Center/NASA, 1991.
- Pogue, William R. with Ben Bova. The Trikon Deception. — New York: Tor, 1992.
- Pogue, William R. Space trivia. — Ontario: Apogee Books, 2003. — 156 p. — ISBN 9781896522982.
- Pogue, William R. But for the Grace of God: An Autobiography of an Aviator and Astronaut. — Rogers, AR: Soar with Eagles, 2011. — 358 p. — ISBN 978-0981475653.

## Награды
Награждён: Медаль «За выдающуюся службу» (НАСА) (1974), Воздушная медаль (США), Похвальная медаль ВВС, Медаль за службу национальной обороне (США), Медаль за выдающиеся заслуги перед ВВС (1974), Бейдж Астронавта (1974), его имя внесено в Зал славы американских астронавтов.

## Семья
Жена — Джейн Э. Бэйрд, у них трое детей: Уильям Р.(05.09.1953), Лэйна С. (род. 09.06.1955), Томас Р. (род. 12.09.1957). Увлечения: бег, гандбол, занятия садоводством и изучение библейской истории.